# 西行纪
西行纪是郑健和与邓志辉创作，改编自《西游记》的漫画。剧情唐三藏师徒四人取得奇经交予天庭的十六年后的世界故事。由广州百漫文化传播有限公司购买版权制作的动画，获得第14届中国动漫金龙奖最佳剧情漫画金奖。2018年榮獲被誉为国际漫画界「诺贝尔」的日本國際漫畫赏「Bronze Award（銅獎）」（從326件參賽作品中，選出1個 Gold Award，3個 Silver Award，11個 Bronze Award）。

## 人物

### 主角团队
白狼
唐三藏
孙悟空
猪八戒
沙悟净
敖雪

### 龙众
那伽
摩纳娑

### 迦楼罗
巨鸟迦楼罗
一万尺

### 阿修罗
罗侯
婆稚
毗摩质多罗
佉罗骞驮
虎姬
苏摩

### 天竺万神国神祇
苏利耶
阎摩
伐由
因陀罗
毗湿奴
湿婆
大梵天

## 关联作品
《狂王》
《西行神战篇》
《大猿魂》

## 动画电影
《西行纪之再见悟空》讲述的是悟空闹天宫的前因后果，补充故事设定，相当于连载的前传。
《西行紀之窮奇地洞》西行小隊前往彼岸取永恆之火，途徑人間鎮，被窮奇地洞的奇幻綺麗之景象所吸引，誤入洞中，因此意外得知了窮奇地洞的大妖百眼魔君的陰謀。為阻止即將侵襲整個妖怪大道的驚世之災，師徒齊心作戰，當孫悟空被控制神智，化身巨猿，面對前所未有的絕境與危機，西行小隊又將如何逆風翻盤？
《西行紀之暗影魔城》講述了暗影魔城之主摩瓔為控制唐三藏奪取永恆之火，使用魔城能滿足一切慾望的能力引出唐三藏心魔。最終，唐三藏克服心魔，重新覺醒，他與徒弟們聯手打敗摩瓔，瓦解了禍害一方的魔城，重新踏上了拯救天下蒼生的旅途。